# Reginald Leafe
Reginald James Leafe (né le 15 décembre 1914 à Nottingham et mort le 21 janvier 2001) était un arbitre anglais de football des années 1950 et 1960. 

## Carrière
Il a officié dans des compétitions majeures : 
- Coupe du monde de football de 1950 (2 matchs)
- Coupe d'Angleterre de football 1954-1955 (finale)

- Coupe du monde de football de 1958 (2 matchs)
- JO 1960 (3 matchs)